# 剣闘士の入場
『剣闘士の入場』（けんとうしのにゅうじょう、チェコ語: Vjezd gladiátorů、ドイツ語: Einzug der Gladiatoren、英語: Entrance of the GladiatorsまたはEntry of the Gladiators）作品68は、チェコの作曲家ユリウス・フチークが1897年に作曲した吹奏楽のための行進曲。『剣士の入場』と表記される場合もある。

## 楽曲解説

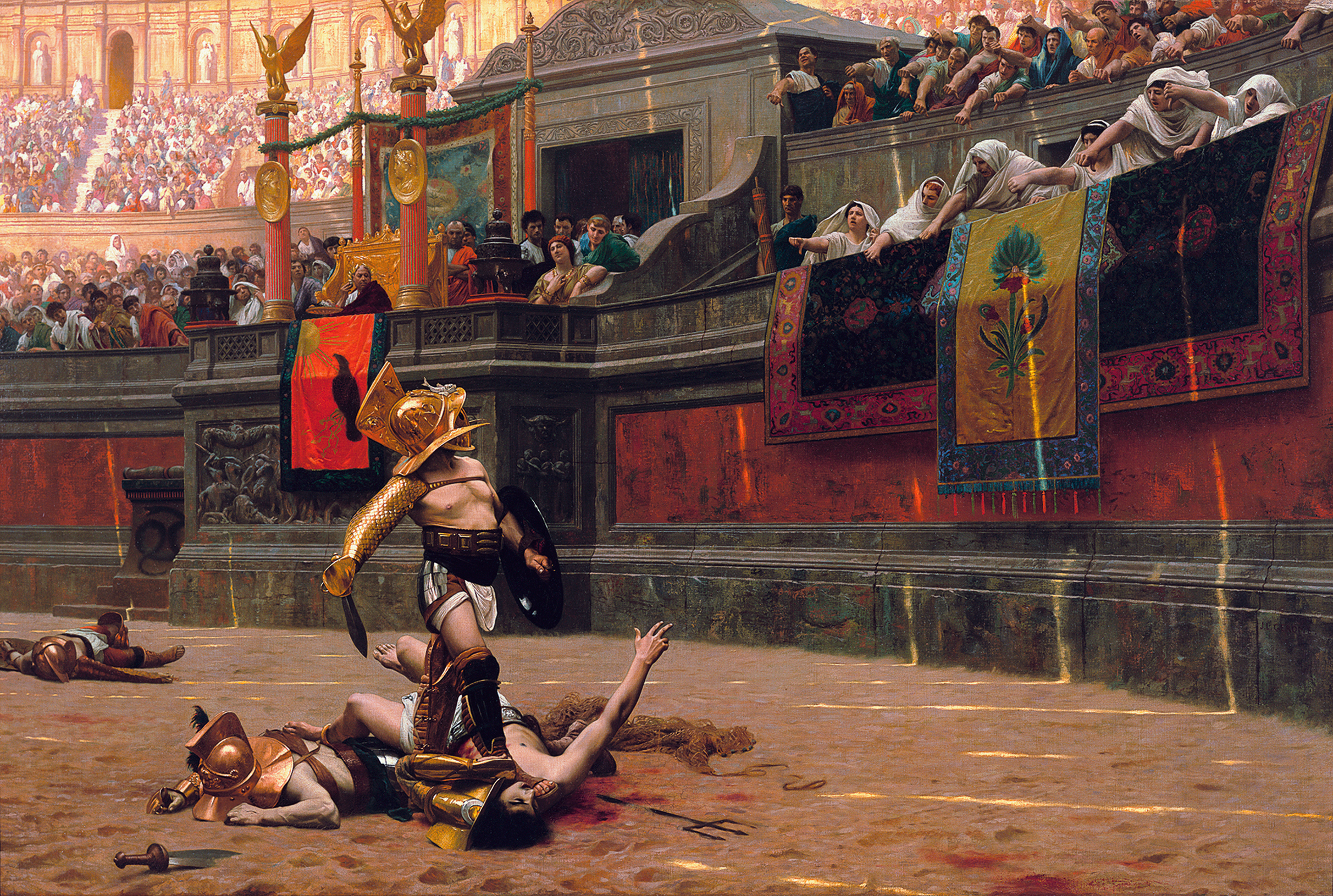
古代ローマの剣闘士（イメージ）

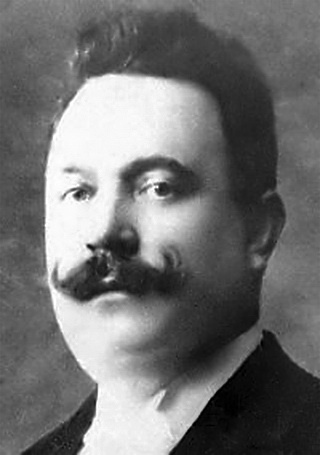
ユリウス・フチーク

半音階が多用されており、元々フチークは『半音階的大行進曲』といった題名を想定していたが、彼が皇帝ネロの時代のローマ帝国に興味を持ち剣闘士が競技場に入場する場面をイメージした音楽である。そして、現在の題名となった。
曲は3つの部分から成る。最初の部分はトランペットのファンファーレに続いてメロディと伴奏、2番目の部分は低音のトロンボーン等金管楽器 (主にチューバ) が半音階で転がり進んでいく。3番目の部分はトリオでゆっくりとした旋律的な部分であり、金管低音と木管楽器のコントラストが強調されている。トリオでも2番目の部分と同じような半音階的な音形がある。
曲は全体が2分の2拍子で、速さには標準的なマーチ・テンポが指示されている。しかしサーカスマーチとしては、もっと速く演奏されるのが普通である。

## 編曲など
1910年にカナダの作曲家ルイ＝フィリップ・ローレンドーがこの曲を小規模な編成に編曲した譜面が『Thunder and Blazes』（雷鳴と電光、といった意）という題名で北米向けに販売された。以降現在に至るまで、代表的なサーカス音楽として人気を誇っている。サーカスではピエロの入場にこの曲が使われることもあり、そのためもあって曲名や作曲者はともかく、曲だけは広く知られている。ローレンドー版は移動式遊園地のオルガン (フェアグランド・オルガン) 用にも編曲されており、またさまざま演奏会に数多く取り上げられている (例えば2007年のBBCプロムスの最後など)。
1974年にはイギリスの歌謡曲『ショー・マスト・ゴー・オン』のイントロ部分とメロディーに使われている。
主題の一部はサックス奏者ブーツ・ランドルフのヤケティ・サックスで使われている。この曲はベニー・ヒル・ショーをはじめとするコメディ番組でよく使われている。またピエロをモチーフにしたアメリカ合衆国のプロレスラー、ドインク・ザ・クラウンの入場曲として当曲の一部が使われている。